# Chappes (Puy-de-Dôme)
Pour les articles homonymes, voir Chappes.
Chappes est une commune française, située dans le département du Puy-de-Dôme en région Auvergne-Rhône-Alpes.
Située au cœur de la Grande Limagne, Chappes est proche de la ville de Riom et fait partie de la communauté d'agglomération de cette dernière. Elle fait aussi partie, d'une manière plus large, de l'aire d'attraction de Clermont-Ferrand.
Ses habitants sont appelés les Chappadaires ou Chappatois.

## Géographie

### Localisation
Chappes est située au cœur de la Limagne, riche terre de l'Auvergne. Elle se trouve à quelques kilomètres de Clermont-Ferrand.
Cinq communes sont limitrophes.
|                | Ennezat | Entraigues |
| Riom           | Chappes |            |
| Saint-Beauzire | Lussat  | Chavaroux  |

### Hydrographie
Elle est traversée par le Bédat et deux de ses affluents (le Gensat et le Maréchat).

### Climat
Pour des articles plus généraux, voir Climat d'Auvergne-Rhône-Alpes et Climat du Puy-de-Dôme.
En 2010, le climat de la commune est de type climat océanique altéré, selon une étude du Centre national de la recherche scientifique s'appuyant sur une série de données couvrant la période 1971-2000. En 2020, Météo-France publie une typologie des climats de la France métropolitaine dans laquelle la commune est exposée à un climat de montagne ou de marges de montagne et est dans la région climatique  Nord-est du Massif Central, caractérisée par une pluviométrie annuelle de 800 à 1 200 mm, bien répartie dans l’année. 
Pour la période 1971-2000, la température annuelle moyenne est de 11,2 °C, avec une amplitude thermique annuelle de 16,2 °C. Le cumul annuel moyen de précipitations est de 638 mm, avec 7,2 jours de précipitations en janvier et 6,8 jours en juillet. Pour la période 1991-2020, la température moyenne annuelle observée sur la station météorologique de Météo-France la plus proche, « Clermont-Ferrand », sur la commune de Clermont-Ferrand à 14 km à vol d'oiseau, est de 12,1 °C et le cumul annuel moyen de précipitations est de 563,4 mm,. Pour l'avenir, les paramètres climatiques de la commune estimés pour 2050 selon différents scénarios d'émission de gaz à effet de serre sont consultables sur un site dédié publié par Météo-France en novembre 2022.

## Urbanisme

### Typologie
Au 1er janvier 2024, Chappes est catégorisée bourg rural, selon la nouvelle grille communale de densité à sept niveaux définie par l'Insee en 2022.
Elle est située hors unité urbaine. Par ailleurs la commune fait partie de l'aire d'attraction de Clermont-Ferrand, dont elle est une commune de la couronne,. Cette aire, qui regroupe 209 communes, est catégorisée dans les aires de 200 000 à moins de 700 000 habitants,.

### Occupation des sols
L'occupation des sols de la commune, telle qu'elle ressort de la base de données européenne d’occupation biophysique des sols Corine Land Cover (CLC), est marquée par l'importance des territoires agricoles (90,3 % en 2018), en diminution par rapport à 1990 (94,2 %). La répartition détaillée en 2018 est la suivante : terres arables (89,7 %), zones urbanisées (9,7 %), zones agricoles hétérogènes (0,6 %). L'évolution de l’occupation des sols de la commune et de ses infrastructures peut être observée sur les différentes représentations cartographiques du territoire : la carte de Cassini (XVIIIe siècle), la carte d'état-major (1820-1866) et les cartes ou photos aériennes de l'IGN pour la période actuelle (1950 à aujourd'hui).

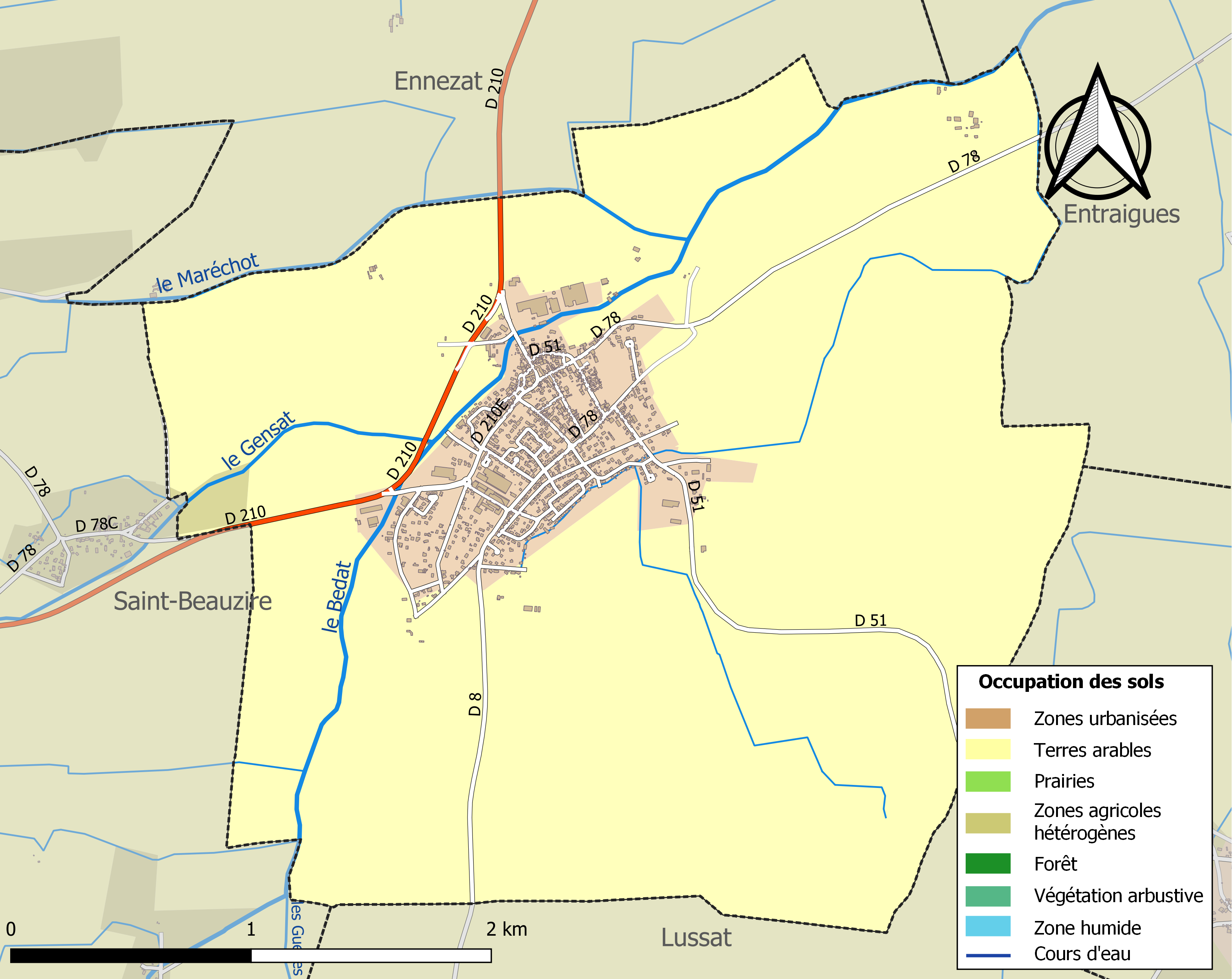
Carte des infrastructures et de l'occupation des sols de la commune en 2018 (CLC).

### Logement
En 2013, la commune comptait 636 logements, contre 578 en 2008. Parmi ces logements, 94,7 % étaient des résidences principales, 0,9 % des résidences secondaires et 4,4 % des logements vacants. Ces logements étaient pour 96,9 % d'entre eux des maisons individuelles et pour 3,1 % des appartements.
La proportion des résidences principales, propriétés de leurs occupants était de 82,5 %, en hausse sensible par rapport à 2008 (82,4 %). La part de logements HLM loués vides était de 5,7 % (contre 6,1 %).

### Voies de communication et transports

#### Voies routières
Chappes est desservie par la route départementale 210 reliant Clermont-Ferrand à Ennezat et à Randan. La traversée du centre du village s'effectue par la D 210e ; une D 210c relie la D 210e à la D 8, cette dernière partant de la D 210e près de l'église pour rejoindre Lussat au sud.
Vers le nord-est, la D 78 permet de rejoindre Entraigues et vers le sud-est, la D 51 pour Chavaroux.

#### Transports en commun
La ligne 70 du réseau départemental du Puy-de-Dôme (Transdôme) dessert la commune ; celle-ci relie Clermont-Ferrand à Thuret et dessert l'église de Chappes.[Passage à actualiser]
Chappes est desservie par la ligne 5 du réseau RLV Mobilités, reliant le pôle d'échanges multimodal de Riom à Chappes.

## Toponymie
Le nom du village était à l'origine Capas en auvergnat, puis Chapas.

## Histoire
Seigneurie des Montgascon au XIIIe siècle, elle passa ensuite aux comtes d'Auvergne.
L'église était une annexe de celle de Saint-Beauzire jusqu'en 1789. Il existait jadis un couvent de religieuses de Saint-Marcel, qu'elles abandonnèrent au XVe siècle.

## Politique et administration

### Découpage territorial
Sur le plan administratif, Chappes dépendait du district de Riom en 1793 puis de l'arrondissement de Riom depuis 1801, ainsi que du canton d'Ennezat (renommé entre-temps Ennozat) de 1793 à 2015. À la suite du redécoupage cantonal de 2014, la commune est rattachée au canton d'Aigueperse.

### Administration municipale
Le conseil municipal est composé de dix-neuf membres.

### Liste des maires
| Période                                  | Période                   | Identité         | Étiquette   | Qualité |
| ---------------------------------------- | ------------------------- | ---------------- | ----------- | --- |
| Les données manquantes sont à compléter. |                           |                  |             | |
| 1980                                     | 2020                      | Claude Boilon    | PS puis DVG | Retraité de l'Éducation nationale Conseiller départemental du canton d'Aigueperse Ancien président de la communauté de communes de Limagne d'Ennezat |
| 2020                                     | En cours (au 9 août 2020) | Patrice Gauthier |             | Cadre en cessation d'activité |

### Instances judiciaires
Chappes dépend de la cour d'appel de Riom, du tribunal de proximité de Riom ainsi que des tribunaux judiciaire et de commerce de Clermont-Ferrand.

## Population et société

### Démographie

#### Évolution démographique
L'évolution du nombre d'habitants est connue à travers les recensements de la population effectués dans la commune depuis 1793. Pour les communes de moins de 10 000 habitants, une enquête de recensement portant sur toute la population est réalisée tous les cinq ans, les populations de référence des années intermédiaires étant quant à elles estimées par interpolation ou extrapolation. Pour la commune, le premier recensement exhaustif entrant dans le cadre du nouveau dispositif a été réalisé en 2004.

En 2022, la commune comptait 1 609 habitants, en évolution de −3,48 % par rapport à 2016 (Puy-de-Dôme : +2,1 %, France hors Mayotte : +2,11 %).
| 1793 | 1800 | 1806 | 1821 | 1831 | 1836 | 1841 | 1846 | 1851 |
| ---- | ---- | ---- | ---- | ---- | ---- | ---- | ---- | ---- |
| 533  | 800  | 686  | 723  | 776  | 810  | 790  | 800  | 808  |

| 1856 | 1861 | 1866 | 1872 | 1876 | 1881 | 1886 | 1891 | 1896 |
| ---- | ---- | ---- | ---- | ---- | ---- | ---- | ---- | ---- |
| 868  | 850  | 818  | 797  | 829  | 833  | 775  | 830  | 796  |

| 1901 | 1906 | 1911 | 1921 | 1926 | 1931 | 1936 | 1946 | 1954 |
| ---- | ---- | ---- | ---- | ---- | ---- | ---- | ---- | ---- |
| 812  | 805  | 764  | 585  | 597  | 616  | 585  | 481  | 500  |

| 1962 | 1968 | 1975 | 1982 | 1990 | 1999  | 2004  | 2006  | 2009  |
| ---- | ---- | ---- | ---- | ---- | ----- | ----- | ----- | ----- |
| 551  | 545  | 718  | 802  | 987  | 1 158 | 1 355 | 1 430 | 1 500 |

| 2014  | 2019  | 2022  | - | - | - | - | - | - |
| ----- | ----- | ----- | - | - | - | - | - | - |
| 1 635 | 1 630 | 1 609 | - | - | - | - | - | - |

#### Pyramide des âges
En 2018, le taux de personnes d'un âge inférieur à 30 ans s'élève à 33,4 %, soit en dessous de la moyenne départementale (34,2 %). De même, le taux de personnes d'âge supérieur à 60 ans est de 21,4 % la même année, alors qu'il est de 27,9 % au niveau départemental.
En 2018, la commune comptait 819 hommes pour 823 femmes, soit un taux de 50,12 % de femmes, légèrement inférieur au taux départemental (51,59 %).
Les pyramides des âges de la commune et du département s'établissent comme suit.
| Hommes | Classe d’âge | Femmes |
| ------ | ------------ | ------ |
| 0,4    | 90 ou +      | 0,4    |
| 5,5    | 75-89 ans    | 6,0    |
| 14,9   | 60-74 ans    | 15,7   |
| 26,2   | 45-59 ans    | 23,0   |
| 19,7   | 30-44 ans    | 21,4   |
| 12,1   | 15-29 ans    | 13,2   |
| 21,3   | 0-14 ans     | 20,3   |

| Hommes | Classe d’âge | Femmes |
| ------ | ------------ | ------ |
| 0,7    | 90 ou +      | 2,1    |
| 7,4    | 75-89 ans    | 10,2   |
| 17,7   | 60-74 ans    | 18,6   |
| 20,2   | 45-59 ans    | 19,2   |
| 18,4   | 30-44 ans    | 17,4   |
| 18,6   | 15-29 ans    | 17,2   |
| 17     | 0-14 ans     | 15,3   |

### Enseignement
Chappes fait partie de l'académie de Clermont-Ferrand ; elle gère l'école élémentaire publique Jules-Ferry.
Les élèves poursuivent leur scolarité à Riom, au collège Jean-Vilar puis au lycée Virlogeux (pour les filières générales et la filière technologique STMG) ou au lycée Pierre-Joël-Bonté (pour la filière technologique STI2D).

### Santé
La commune possède un cabinet d'infirmiers.

### Sports
Chappes a été ville de passage de la 11e étape du Tour de France 2023, le 12 juillet 2023, reliant Clermont-Ferrand à Moulins.

## Économie

### Emploi
En 2013, la population âgée de quinze à soixante-quatre ans s'élevait à 1 036 personnes, parmi lesquelles on comptait 80,4 % d'actifs dont 74,9 % ayant un emploi et 5,6 % de chômeurs.
On comptait 571 emplois dans la zone d'emploi. Le nombre d'actifs ayant un emploi résidant dans la zone étant de 779, l'indicateur de concentration d'emploi est de 73,2 %, ce qui signifie que la commune offre moins d'un emploi par habitant actif.
691 des 778 personnes âgées de quinze ans ou plus (soit 88,7 %) sont des salariés. 11,9 % des actifs travaillent dans la commune de résidence.

### Entreprises
Au 1er janvier 2014, Chappes comptait 65 entreprises : 6 dans l'industrie, 11 dans la construction, 43 dans le commerce, les transports et les services divers et 5 dans le secteur administratif.
En outre, elle comptait 71 établissements.

### Agriculture
L'agriculture et l'industrie agroalimentaire sont la principale activité de la commune, siège du groupe Limagrain. Le groupe établit en 2012 à Chappes le plus grand centre de recherche européen sur les semences de grandes cultures.

### Industrie et artisanat
La commune possède un ébéniste d'art, un électricien, un charpentier-couvreur-zingueur, un génie climatique, un mécanicien de précision, un peintre chargé aussi du revêtement, un maçon-couvreur et un menuisier, ou encore un architecte d'intérieur.

### Commerce et services
La base permanente des équipements de 2015 recensait une épicerie, deux magasins d'articles de sports et de loisirs et un fleuriste.
La mairie mentionne également une coiffeuse à domicile, un vendeur de voitures américaines ou encore des produits gastronomiques.

## Culture et patrimoine

### Lieux et monuments

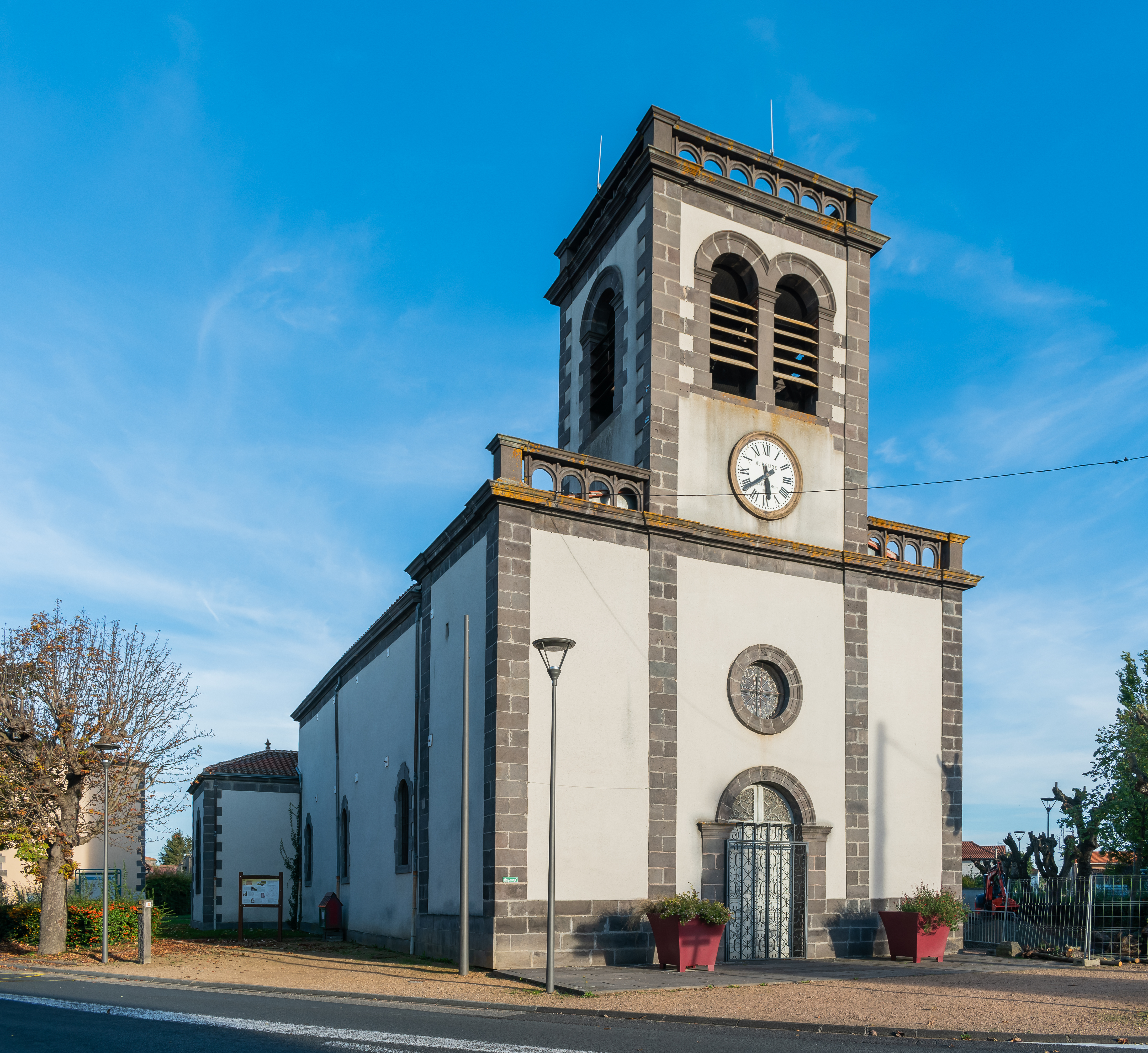
Église.

Chappes ne possède aucun édifice protégé aux monuments historiques.
- Église.